# VPS24
VPS24‏ (Charged multivesicular body protein 3) هوَ بروتين يُشَفر بواسطة جين VPS24 في الإنسان.